# Оборона Смоленска (1609—1611)
Оборона Смоленска (Смоленская оборона) — один из ключевых эпизодов русско-польской войны 1609—1618 годов. Польско-литовские войска короля Сигизмунда III под командованием польного гетмана коронного Станислава Жолкевского с 16 (26) сентября 1609 по 3 (13) июня 1611 осаждали стратегически важный Смоленск, обороняемый русским гарнизоном под командованием воеводы Михаила Шеина. Осада окончилась взятием города после полного истощения сил гарнизона крепости, однако из-за крупных потерь, понесённых под Смоленском, войско короля Сигизмунда III впоследствии не смогло направиться к Москве на помощь польскому гарнизону, и отступило в пределы Речи Посполитой.
Для Русского государства почти двухлетнее сопротивление Смоленска имело важное военно-политическое и идеологическое значение как один из наиболее результативных эпизодов обороны пределов государства от иностранной интервенции в период Смутного времени.
В результате взятия Смоленска польско-литовской армией город оказался присоединён к Речи Посполитой, что было официально закреплено в Деулинском перемирии 1618—1619 годов, окончившем русско-польскую войну. Речь Посполитая владела Смоленском до его взятия русским войском в 1654 году (официально возвращён в состав Русского государства по Андрусовскому перемирию 1667 года:73).

## Предыстория

### История конфликта
В результате осады 1404 года Смоленск, являвшийся столицей самостоятельного княжества был захвачен Витовтом и стал частью Великого княжества Литовского. Поскольку смоленский князь Юрий Святославич стал служилым князем великих князей московских, последние впоследствии предъявили претензии на Смоленск. В ходе русско-литовской войны 1512—1522 годов русские войска взяли город, который по условиям мирного соглашения вместе с прилегающими территориями вошёл в состав Русского государства.

### Политическая ситуация
В 1606—1607 годах в Речи Посполитой произошёл Сандомирский рокош. Это событие определило появление Лжедмитрия II, который частью литовских магнатов был провозглашён русским царём. Летом — осенью 1608 года положение этого самозванца сильно упрочилось. На его сторону перешла часть русского дворянства и он занял значительные территории. Возникла реальная возможность занятия им трона, в результате чего вчерашние польско-литовские оппозиционеры стали бы новой русской знатью, и правительству Речи Посполитой пришлось бы с ними считаться. В это время король получает информацию, что Шуйский вывел войска с западных территорий и на границе нет стражи. Складывавшаяся в России ситуация ускорила подготовку войны:138. Осенью — зимой 1608—1609 годов польско-литовские войска стали сосредотачиваться на границах. Как доносили русские лазутчики в Смоленск, «…пехота Ходкевича сем сот с пушками у Быхова и в Могилёве, они говорили, что весной пойдут на Смоленск». Тогда же поступили известия, что в Минске собрались 600 солдат:138.
С осени 1608 года польско-литовские отряды начали совершать систематические набеги на смоленские волости:139. В октябре велижский староста Александр Гонсевский направил в Щуческую волость 300 человек во главе со своим братом Семёном. Как доносили в Смоленск, люди этого отряда «землю отводят к Велижу вдол на семьдесят вёрст, а поперег на двадцать вёрст, и из Щуческой волости идут в Порецкую»:139. Как замечает С. В. Александров, за велижским старостой, вероятно, стоял литовский канцлер Лев Сапега, который ещё в 1607 году призывал короля идти на Смоленск. Польские сенаторы, наоборот, настаивали на походе на Москву через территорию Северщины. Таким образом, литовская знать хотела получить дополнительный козырь при определении направления главного удара.
В январе 1609 года в Варшаве состоялся сейм. На сейме король Сигизмунд III предложил возвести на русский трон своего сына Владислава. В это время, Речь Посполитая вела войну со Швецией и сенаторы не смогли договориться с королём. Как доносили в Москву царю Василию, «Ходкевич и литовские паны Королевича и полских людей не хотят пустить, и литовские паны говорят полским людям, своего де государства не обороня хотят с тобой мир нарушить и желнарей, и всех воинских людей поставить по городам»:140. Королю помог Выборгский договор, который князь Михаил Скопин-Шуйский заключил со Швецией в феврале 1609 года. Это убедило сенаторов в необходимости войны. Зимой — весной 1609 года шляхта на своих сеймиках «одобрила поход на Москву… и согласны были в том, чтоб король не упускал сего случая»:140. В марте — апреле в Смоленск уже доносили о сборах: «венгры, гусары, пехота немецкая, инфлянские солдаты с полком Пернавского, двести человек казаков, запорожцы имеют грамоты от Дмитрия идти на Смоленск, солдаты из Орши вышли у них голова Жмотинский», «в Орши сотен конных гайдуков, пеших сто пятьдесят, Бернатни пошёл на Любавичи и на Микулы к Велижу, Колуховский, Стебровский, Лисовский, рота татар все пошли до Витебска, ждут Жмотинского, он с большим войском пойдёт под Белую… из Орши пишут, чтоб не пускали купцов до Смоленска, великая прелесть будет»:140.

### Порубежная война и подготовка к обороне города
Весной 1609 года Александр Гонсевский усилил набеги. В марте Семён Гонсевский пограбил четыре деревни Щуческой волости, 25 марта напал на погост Плаи, где разграбил крестьянское и церковное имущество. В апреле литовские отряды вторглись в Порецкую волость и разорили деревни Козырево, Немытково, Кондаково. В челобитных крестьяне жаловались царю Василию: «нас бедных сирот твоих государевых секли на смерть и мучили всякими муками из денег… и платя побрали, и дворы, и клети, и гумна с хлебом пожгли», «утопили в реку Касплю жонку да девку, да поймали крестьянина Свиридка Тимофеева, и вымучили пятнадцать рублёв денег…»:140 Помимо разорения деревень, Гонсевский начал проводить агитацию. Как сообщал Иван Жидовинов в Смоленск, «пан же Олександра присылал крестьян Вележского повета в Щуческую волость к крестьянам с грозами, а приказывает он щуческим крестьянам: живите за мной не бойтесь, от нас войны вам не будет, а которые крестьяне Щуческой волости не имут за нами жити, и нам де их хлеб, и их жати воевати, и негде им от моих литовских людей не избыти»:141. Захват Щуческой и Порецкой волостей, ускорял подход королевской армии к Смоленску и ставил под удар бельские коммуникации, через которые Смоленск поддерживал связь с армией князя Михаила Скопина-Шуйского:141.
Весной 1609 года воевода Михаил Шеин начинает ставить заставы на смоленских рубежах. 15 марта в Щуческую волость был послан дворянин Василий Румянцев с приказом «над литовскими людми промышлять, сколько Бог помочи подаст и засеки от литовского ребежа засекати»:148. Ситуация для Румянцева осложнялась тем, что на заставе было всего 5 детей боярских. Румянцеву удалось организовать на работы крестьян. 25 марта он доносил: «по литовскому рубежу по дорогам и по стишкам сторожи поставил и подымных людей собрав поставил на заставе в деревне Щукине». Но крестьяне не смогли оказать серьёзного сопротивления литовцам Гонсевского. В апреле Румянцев сообщал, что «мужики» со сторож разбежались по лесам и оборону на границе держать не с кем, дети боярские с заставы уехали и с Румянцевым остались только 100 человек крестьян Щуческой волости:148. В ответ на такие известия, Шеин поставил заставы в Порецкой волости во главе с дворянами Иваном Башмаковым, Гаврилой Чебышёвым и Дмитрием Дементьевым. В этот раз воеводе удалось выделить на заставу 200 дворян и сотню архиепископских детей боярских и монастырских служек. Эти заставы также оказались неэффективными. Уже 13 апреля на заставе Башмакова было всего 28 дворян, а 57 числились в «нетях». Башмаков сообщал, что дворяне встали по «деревням по две, по три и по семи, а к нам на заставу не едут, а иные по деревням грабят». На заставе Дементьева 15 апреля находилась сотня служек Троицкого монастыря, из состава которой в наличии были только 20 человек и ещё 7 человек из Спасского монастыря, а архиепископские дети боярские так и не прибыли на службу:149. В конце апреля заставы были отозваны в Смоленск.
На основании событий на заставах В. П. Мальцев сделал вывод, что «смоленские дворяне не желали защищать Смоленскую землю от польских интервентов». С. В. Александров, соглашаясь, что ситуация на заставах даёт право на такой вывод, замечает, что, несмотря на присутствие шатаний и фактический отказ стоять на границе, дворяне не бунтуют против Шеина, не переходят к Гонсевскому:150. Одновременно, в мае 1609 года основная часть смоленского дворянства (по некоторым данным, около 3000 человек) выступила на соединение с армией князя Михаила Скопина-Шуйского:134. Объясняя поведение смоленских дворян, С. В. Александров склоняется к выводу, что причиной этого стало то, что за время гражданской войны смоленское дворянство стало на определённый момент независимой силой (с лета 1608 года Смоленск находился в полной изоляции от центральной власти, так как земли вокруг контролировали тушинцы) и заботилось больше о собственном благосостоянии, а не о государственной службе. Кроме того, как замечает Александров, стояла весна, время полевых работ, и не каждый помещик в это время решится нести службу на границе:130—136.
10 апреля (20 апреля настоящего стиля) оршанский староста Андрей Сапега направил воеводе Михаилу Шеину письмо, где сообщал, что король просил Александра Гонсевского съехаться с воеводой на Велижском рубеже и «сразумиться о том як бы посланнику его королевской милости з листы безпечно и вольно пройти… и о иных потребных делах разговориться». 11 апреля воеводе отписал Гонсевский, который предложил «уговор чинить… про рубежные дела»:143. В письме Гонсевский официально оспаривал существующие границы по Велижскому рубежу, о Смоленске, официально, ничего не говорилось. Вероятно, главной целью переговоров было выяснить намерения воеводы на ближайшее будущее:144. 14 апреля Шеин дал согласие на переговоры, но 26 апреля он сообщил в Москву, что отказался от переговоров. Сапеге Шеин отписал: «и яз по твоему письму на договор к Олександру Гасевскому не послал никого, потому, что после посольского договору и укрепления полские и литовские люди и по ся места в государя нашего государстве кровь крестьянскую проливают и землю государя нашего пустошат». К этому времени, люди Гонсевского уже захватили 22 деревни и заняли земли до рек Каспли и Полови:145. В начале мая воевода посылает в Порецкую волость дворянина Ивана Жидовинова и сотню стрельцов. Заставы поставили в деревнях Выдуби, Гнилице и на реке Жилице. Летом заставы поставили в деревнях Плаи, Щучье, Никольской и на реке Стрипице:152. 25 июля Шеин отозвал стрельцов в Смоленск, после чего Жидовинов не смог организовать защиту волостей, и в августе Гонсевские захватили Щуческую волость:154.
В июле воевода получает известие: «Короля чают под Смоленском к Спасову дни (9 августа), а не будет к Спасову дни и король будет подлинно под Смоленском к Оспожнему дни (8 сентября)». С этого времени воевода начинает подготовку к обороне города:164.

### Подготовка защитников Смоленска к осаде
Рядом историков обозначается оперативность подготовки Смоленска к обороне. Историк Вадим Каргалов пишет, что за считанные недели первому воеводе Михаилу Шеину удалось подготовить Смоленск к обороне, собрав 5400 посадских и даточных людей, дворян и детей боярских, а также стрельцов и пушкарей:196 По свидетельству историка Михаила Моисеева, за последнюю декаду августа 1609 года фактически была создана обороноспособная армия численностью около 5500 человек. Аналогичную информацию приводит и Александров, отмечая что в середине августа Шеин издаёт указ о наборе даточных из дворянских поместий, 21 [31] августа — новый указ о наборе даточных из архиепископских и монастырских вотчин, а в конце августа были составлены: роспись смоленского гарнизона по башням, роспись посадских людей, роспись артиллерии.
Шеин разделил гарнизон на осадную и вылазную группы в пропорции 2 тысячи на 3,5 тысячи человек. Осадная группа состояла из 38 отрядов (по числу башен), каждый из которых насчитывал около 50 ратников, и отвечал за оборону своей башни и прилегающего к ней участка стены. Во время отсутствия вылазок вылазная группа составляла общий резерв крепости, использовавшийся на горячих участках обороны столь обширной крепости:161. Благодаря жесточайшей дисциплине удалось максимально мобилизовать все силы для обороны города. Служба у городских стен и башен была тщательно расписана и под угрозой смертной кары за несоблюдение росписи строго контролировалась:189.
Заднепровский посад был по решению совета воевод и посадских людей сожжён в ночь на 20 [30] сентября:179, чтобы осаждающие поляки не нашли в нём укрытия. Всего было сожжено до 6000 дворов. Утратившие кров жители посада укрылись в городе, где закономерно встал острый жилищный вопрос. Цены за наём жилья в ходе осады подскочили до небывалой высоты, новоприбывшие семьи терпели лишения. Чтобы улучшить настроения в городе, Шеин распорядился на время осады отменить все наймы и обязал владельцев жилищ принять у себя посадский и окрестный люд:188. 13 [23] сентября 1609 года первый воевода Михаил Шеин перевёл Смоленск на осадное положение.

### Приход армии Сигизмунда к Смоленску
16 [26] сентября к Смоленску подступили литовские войска под командованием Льва Сапеги, 19 сентября [29 сентября] подошла основная армия Сигизмунда III. Изначально эти силы насчитывали 12,5 тысяч человек. Однако пехоты и артиллерии, столь важных при осаде, у Сигизмунда III было относительно немного (около 5 тысяч:73). Советский и русский историк Вадим Каргалов называет этот состав армии короля свидетельством того, что Сигизмунд III изначально не планировал штурм города, а рассчитывал на его быструю сдачу и дальнейшее продвижение всей армии вглубь России, однако эти авантюрные расчёты не оправдались:196.
Войска осаждавших со всех сторон оцепили город и заняли все деревни в его окрестностях на 18—20 вёрст. Имущество крестьян окрестных деревень изымалось в пользу войск короля, а самих крестьян обязывали впредь возить в польский лагерь съестные запасы. Многие крестьяне бежали в леса:180.
Сигизмунд III выдвинул Шеину ультиматум о капитуляции, который был оставлен смоленским воеводой без ответа. Фролов пишет, что доставившему ультиматум гонцу Шеин заявил, что если он ещё раз явится с подобным предложением, его «напоят водой Днепра» (то есть утопят):73.

## Осада

### 1609
Началом осады как правило считается либо 16 [26] сентября 1609 года — первый день появления под Смоленском войск Сапеги, либо 21 сентября [1 октября] — начало осадных мероприятий через два дня после подхода основных сил Сигизмунда III:73.
Осадного плана у поляков не было, как не было на первом этапе и тяжёлой осадной артиллерии. После того, как стало понятно, что смоляне не сдадутся добровольно, гетман Станислав Жолкевский созвал совет, на котором сообщил Сигизмунду, что армия не располагает необходимыми для штурма силами и средствами и предложил ограничиться блокадой Смоленска, а главными силам идти на Москву. Тем не менее, по приказу короля Жолкевскому было предписано подготовить и начать 24 сентября [4 октября] штурм. Жолкевский после некоторой подготовки начал 25 сентября штурм Смоленска, который продолжался по 27 сентября. Согласно первоначальному плану было решено разрушить петардами Копытинские и Авраамиевские ворота и через них ворваться в крепость:74. Планы короля по подрыву этих, а затем и других ворот оказались невыполнимы из-за установленных по приказу Шеина у каждых ворот деревянных срубов, наполненных землёй и камнями. Тогда была предпринята попытка ночного закладывания мин под ворота. В результате этой попытки полякам удалось взорвать только одни, Аврамиевские ворота, это успешное действие было выполнено войсками Бартоломея Новодворского. В месте пролома планировался ночной штурм, но из-за несвоевременности подачи сигнала о начале ночного штурма замысел противника был разгадан защитниками крепости, позиции противника освещены факелами и по приготовившимся к штурму войскам со стен крепости был открыт огонь. Плотно построенные польская пехота и конница понесли тяжёлые потери и в беспорядке отступили. Поляки перенесли основное направление удара на северные и западные стены. Наиболее ожесточённые бои вдоль северных стен развернулись у Днепровских и Пятницких ворот, а вдоль западной стены — у Копытинских ворот:75.
После неудачного первого штурма Смоленска в конце сентября к армии Сигизмунда присоединилось ещё около 10 тысяч запорожцев и реестровых казаков:73. Таким образом, общая численность армии короля Сигизмунда III в это время превышала 22 тысячи человек против 5,4 тысячи защитников крепости. Такое соотношение сил по канонам тогдашнего военного искусства, пишет Каргалов, гарантировало взятие крепости:196. Сигизмунд перешёл к тактике осады крепости с помощью инженерных хитростей. Но и «подземная война», которая тем временем велась между польскими сапёрами и смолянами, в первые месяцы протекала для русской стороны весьма успешно. Все польские минные галереи своевременно раскрывались и подрывались с немалыми потерями для противника. Защитники крепости в этом процессе совершенствовали свои навыки обороны и возводили новые эффективные укрепления. В частности, за ненадобностью были засыпаны все основные ворота крепости, а у всех уязвимых мест выставлены сильные караулы:75.
Польские бомбардировки города в первые месяцы осады осуществлялись с трёх основных сторон: со Спасской горы, из-за Днепра и от реки Чуриловки. Но крепость тоже имела хорошую оснащённость орудиями и отвечала встречным огнём. Каргалов пишет, что огневое превосходство было на стороне защитников крепости, а дальнобойные пищали смолян с Богословской башни даже доставали до королевского лагеря. В ноябре 1609 года воевода Шеин мобилизовал на оборону города всё население «по всем торшком и по крестцом и по всем слободкам и по улицам … по росписи быти на городе … со всяким боем, и те б люди стояли все сполна и по своим местом с своим боем безотступно с великим бережением по смотру, а ково по росписи на городе не будет и тому быти казнену смертью»:198.
Со второй половины октября 1609 года, когда поляки перешли к пассивной осаде, смоляне организовали ряд вылазок из крепости, основной задачей которых являлось взятие языков и расстройство позиций противника, пополнение запасов воды в крепости, а, с наступлением холодов, добыча дров:76. Александров и Фролов пишут, что в одной из таких вылазок при пересечении Днепра на лодке шестью смолянами:76 было добыто польское знамя.

### 1610
Положение смолян временно улучшилось, после того как Скопин-Шуйский разблокировал Москву и начал готовиться к походу на Смоленск, а посланные им люди организовали в тылу у поляков немалые партизанские отряды. Однако зима 1609—1610 годов была холодной и сильно ослабила голодающий город. Войско Сигизмунда стало пополняться большим количеством польско-литовских отрядов из распустившегося Тушинского лагеря под Москвой. Подошли и значительные подкрепления из Речи Посполитой. В мае 1610 года пришла весть о неожиданной смерти Скопина-Шуйского, а вскоре и о поражении в битве под Клушином царского войска, шедшего к Смоленску для снятия осады. Вдобавок, под Смоленск из Риги были доставлены крупнокалиберные осадные орудия. Несмотря на все эти плохие новости, гарнизон под командованием Шеина продолжал упорно сопротивляться, укрепляя стены, мешая осадным работам и оттягивая новый штурм. Тем не менее, 18 июля 1610 года у Грановитой башни огромными ядрами была пробита брешь. За этим событием последовало три штурма, однако каждый раз они были отбиты с большим уроном для нападавших.
Тем временем в Москве был низвергнут царь Василий Шуйский. Власть была захвачена Семибоярщиной, которая вскоре прислала Шеину приказ сдать город королю. Однако Шеин по собственной инициативе отказался выполнять это распоряжение, что было поддержано и горожанами. Разгневанный Сигизмунд III поставил смолянам трёхдневный ультиматум под страхом смерти сдать город, но смоляне по истечении срока ответили подрывом батареи рижских пушек, под которую совершили подкоп. Это заставило короля затребовать новых пушек из Слуцка и обеспечило смолянам ещё два месяца передышки.
Изменение политической ситуации в Москве вызвало «шатость» в рядах смоленского дворянства, поскольку оборона города в глазах некоторых его представителей теряла смысл. Эти настроения Шеину удалось подавить к концу года, когда стало известно о подъёме национально-освободительного движения и формировании под Москвой Первого народного ополчения, вдохновлённого примером сопротивления самого же Смоленска.
21 ноября 1610 года поляками был произведён новый подрыв стены и образовалась новая брешь. Вновь последовали три кровопролитных штурма и вновь они окончились неудачей. Причиной было предусмотрительное возведение Шеиным защитного вала за слабым отрезком стены, а также организованный им плотный перекрёстный огонь из соседних башен. Таким образом, смоляне смогли дождаться второй осадной зимы, которая далась им очень дорого.

### 1611
К весне 1611 года количество защитников крепости стало критически малым. Зная об этом, Ян Потоцкий после артиллерийского обстрела предпринял 3 июня 1611 года решающий штурм, ударив по городу со всех сторон. Защитники не смогли более удерживать нападавших и отчаянно отбивались на улицах города. Поляки, литовцы, казаки и наёмники устроили среди населения жестокую резню. Горожане, в том числе женщины и дети, забились в Мономахов собор, под которым находились большие запасы пороха. Когда же интервенты ворвались в собор и начали убивать людей, один из посадских людей по имени Андрей Беляницын подорвал пороховые запасы, уничтожив собор вместе со многими из захватчиков.
Сам Шеин вместе с 15-ю ратниками и семьёй заперся в одной из крепостных башен и долго отбивал нападающих. Жолкевский писал, что Шеин убил около 10 немцев и собирался принять смерть, но в конечном итоге, вняв мольбам членов семьи, вышел из башни. Его сразу же доставили в ставку к Сигизмунду III, где подвергли пыткам и допросу. Король был настолько взбешён двухгодичной осадой, огромными потерями среди шляхты и подорванным личным престижем, что пренебрёг кодексом чести, по которому пленных командующих не пытали. Во время пыток Шеин не выдал ни одного из своих верных соратников и в полумёртвом состоянии был в кандалах увезён в Польшу. Сын Шеина достался королю, а жена и дочь — Льву Сапеге.
В плену Шеин провёл восемь лет. Сигизмунд мстил ему за упорство в том числе позором, возя вместе с другими смолянами в открытой карете по улицам Варшавы, а также заставив присутствовать на приёме в королевском дворце, где привезённого из Москвы Василия Шуйского в знак полной покорности заставляли припадать к стопам польского монарха. В 1614 году приехавшему от Михаила Романова послу Желябужскому удалось повидать Шеина в Слониме и передать ему царскую грамоту, в которой молодой царь выражал своё восхищение Шеиным и намерение его как можно скорее освободить. Размен пленными произошёл, однако, лишь 1 июня 1619 года, после провала Московского похода Владислава IV и заключения Деулинского перемирия. Вместе с Шеиным на Родину возвратился и патриарх Филарет, разделивший с Шеиным судьбу пленника и ставший впоследствии его деятельным покровителем.

## Результаты
Смоленская оборона имела важное историческое значение. Как пишет историк Сергей Александров, наличие стойко оборонявшегося Смоленска, не поддающегося ни избранному Семибоярщиной «законному» царю Владиславу, ни осаждавшему его польскому королю Сигизмунду, сыграло в 1610—1611 годах колоссальную психологическую роль в формировании патриотического лагеря в России и стало идеологическим обоснованием Первого народного ополчения:242.
Общие потери, понесённые польскими войсками под стенами города, составили около 30 тысяч человек. Полтора года значительная часть королевской армии была скована под Смоленском. После его взятия она была неспособна вести боевые действия и вместо того, чтобы двинуться на помощь польскому гарнизону в Москве, была распущена, а король ушёл обратно в Польшу. Для похода на Москву в 1612 году он был вынужден использовать литовские войска гетмана Ходкевича, сам же выступив лишь осенью 1612 года, не смог взять Волоколамск и был вынужден повернуть назад.
В результате взятия город впервые с 1514 года вновь вошёл в состав Великого княжества Литовского. В дальнейшем русскими монархами предпринимались попытки вернуть под свою власть Смоленск. Однако осады 1613 — 1617 и 1632 — 1633 годов были отбиты смоленским гарнизоном Речи Посполитой. Только во время осады 1654 года Русскому царству удалось присоединить Смоленск к своим владениям. Оборона Смоленска 1609—1611 годов является одной из самых длительных оборон города в условиях сплошной блокады во всей российской истории.

## Память
- В 1911 году на стене Успенского кафедрального собора в Смоленске была открыта памятная доска 300-летию защиты Смоленска от поляков. Доска посвящена смоленскому архиепископу Сергию, воеводе Михаилу Шеину, князю Петру Горчакову, а также «доблестным воинам, погибшим под развалинами взорванного древнего Мономахового собора 3 июня 1611 года, гражданам — мученикам».
- Смоленской обороне 1609—1611 посвящена одна из центральных выставок в экспозиции музея «Смоленск — щит России», располагающегося в Громовой башне Смоленской крепости.

### В искусстве

#### Фильмы
- «Судьба» — художественный фильм, реж. Евгений Матвеев (СССР, 1977).
- «Крепость: Щитом и мечом» — реж. Ф. Дмитриев (Россия, 2015)[10], мультипликационный.
- «Стена» — художественный телефильм, реж. Дмитрий Месхиев (Россия, 2016).

#### Художественная литература
- Мединский, В. Р. Стена / Владимир Мединский. — М. : Олма Медиа Групп, 2012. — 624 с. — (Романы Мединского). — 25 000 экз. — ISBN 978-5-373-04522-3.

### Исследования
- Александров С. В. Смоленская осада. 1609-1611. — М.: Вече, 2011. — ISBN 978-5-9533-5800-2.
- Каргалов В. В. Глава 8. Михаил Шеин // Московские воеводы XVI-XVII вв. — М.: ООО «ТИД «Русское слово—РС», 2002. — С. 180—241. — 336,[16] с. — 5000 экз. — ISBN 5-94853-007-8.
- Мальцев В. П. Борьба за Смоленск. — Смоленск: СМОЛГИЗ, 1940.
- Фролов Б. П. Героическая оборона Смоленска в 1609—1611 гг. // Военно-исторический журнал, 1987, № 6. С. 73—78
- Молочников А. М. Смоленские стрелецкие приказы и их руководители в Смутное время // История военного дела: исследования и источники. — 2012. — Т. III. — С. 321—369.
- Молочников А. М. Военная и политическая организация смоленской городской общины в 1609—1611 гг. // История военного дела: исследования и источники. — 2015. — Специальный выпуск IV. Смоленские войны XV—XVII вв. — Ч. I. — C. 182—203
- Мальцев В. П. Смоленская оборона 1609-1611 гг. — Смоленское областное государственное издательство. — 1939. — 237 с. — 10 000 экз.
- Александров С. В. Как Смоленск обороняли // Родина : исторический иллюстрированный журнал. — Москва: Федеральное агентство России по печати и массовым коммуникациям, 2011. — № 6. — С. 86—88. — ISSN 0235-7089. Архивировано из оригинала 28 сентября 2013 года.
- Эйльбарт Н. В. Осада Смоленска Сигизмундом III в письмах ксендза Якуба Задзика (1610-1611 гг.) // Вестник Забайкальского государственного университета. Исторические науки : научный журнал. — Чита, 2013. — № 02(93). — С. 11—21. — ISSN 2227-9245. Архивировано 12 августа 2014 года.
- Selin A. Nowogrodzianie pod Smoleńskiem zimą 1610-1611 roku // Wschodni rocznik humanistyczny. — Т. 3. — С. 7—22.